# Цигани (Велізький район)
Цигани (рос. Цыганы) — присілок Велізького району Смоленської області Росії. Входить до складу Крутовського сільського поселення. Населення — 32 особи (2007 рік).